# Cercophora albicollis
Cercophora albicollis är en svampart som beskrevs av N. Lundq. 1972. Cercophora albicollis ingår i släktet Cercophora och familjen Lasiosphaeriaceae.   Inga underarter finns listade i Catalogue of Life.